# 宝交通
宝交通株式会社（たからこうつう）は、愛知県名古屋市熱田区神宮にあるタクシー会社である。マンション関連部門、自動車関連部門、ホテル・レジャー部門の3部門・7社を統括している。ただし、具体的な資本関係などは一般に公開されていない。

## 沿革
- 1945年（昭和20年）12月 - 「合資会社中京自動車工場」を設立。宝グループ創業。[4]
- 1950年（昭和25年）6月 - 「合資会社中京自動車工場」を「中京自動車工業株式会社」に改組。
- 1951年（昭和26年）6月 - 宝交通株式会社を設立。タクシー営業開始。
- 1969年（昭和44年）12月 - 分譲マンション第1号を名古屋市瑞穂区に開発。
- 1974年（昭和49年）2月 - 「宝第1ビル」が竣工。ビル賃貸業に本格的に進出。
- 1980年（昭和55年）6月 - 「宝18ビル」（本社屋）竣工。
- 1980年（昭和55年）9月 - 「名古屋金山ワシントンホテルプラザ」（現「名古屋金山ホテル」）開業。
- 1986年（昭和61年）11月 - ナゴヤ健康パレス「湯～とぴあ宝」開業（のちに「名古屋笠寺ワシントンホテルプラザ」併設）。
- 1994年（平成6年）8月 - 「名古屋笠寺ワシントンホテルプラザ」（現「名古屋笠寺ホテル」）開業。

## 事業部
- タクシー事業部〒467-0853　名古屋市熱田区神宮4丁目7番27号
- 不動産事業部〒456-0031　名古屋市熱田区神宮4丁目6番16号
- 賃貸事業部〒456-0031　名古屋市熱田区神宮4丁目7番27号
- 保険事業部〒456-0031　名古屋市熱田区神宮4丁目7番27号
- 自動車事業部〒456-0031　名古屋市瑞穂区内浜町34番2号

## 営業所
- 今池営業所　名古屋市千種区今池5丁目30番15号
- 徳重営業所　名古屋市緑区乗鞍3丁目151番地
- 高畑営業所　名古屋市中川区小塚町41
- 上小田井営業所　名古屋市西区二方町35番1
- 内浜営業所　名古屋市瑞穂区内浜町34番9号

守山及び小田井営業所は2009年6月16日午前0時をもって営業を終了。なお、両営業所は今池営業所に統合されたとの形を取っている。また、堀田及び瑞穂営業所も南営業所に統合された。

## 系列ホテル
- 名古屋金山ホテル（名古屋市・中区、金山駅前）
- 名古屋笠寺ホテル（名古屋市・南区、笠寺駅前）

## グループ会社
- 宝人財開発マネジメント株式会社
- 宝不動産株式会社
- 宝エステートサービス株式会社
- 宝コミュニティサービス株式会社
- 宝建設株式会社
- 株式会社京ヶ野ゴルフ倶楽部
- 株式会社創文社[5]